# 禄勧イ族ミャオ族自治県
禄勧イ族ミャオ族自治県（ろくかんイぞくミャオぞくじちけん）は中華人民共和国雲南省昆明市に位置する自治県。面積4378平方キロメートル、人口45万人（2003年）。昆明市行政区内の東川区、尋甸回族イ族自治県）と共に国家級貧困県に指定されている。

## 地理
本県西部には、掌鳩河 、金沙江を通じて長江へと続く雲龍ダムがある。

## 歴史
- 1983年9月9日 - 曲靖地区楚雄イ族自治州禄勧県が昆明市に編入。
- 1985年6月11日 - 禄勧県が自治県に移行、禄勧イ族ミャオ族自治県となる。

## 行政区画
| 区分 | 数 | 名称                                               |
| ---- | -- | -------------------------------------------------- |
| 街道 | 1  | 屏山                                               |
| 鎮   | 9  | 撒営盤 転竜 茂山 団街 中屏 皎平渡 烏東徳 翠華 九竜 |
| 郷   | 6  | 雲竜 湯郎 馬鹿塘 則黒 烏蒙 雪山                    |

## 交通

### 空港
- 昆明長水国際空港（昆明市官渡区）

### 道路

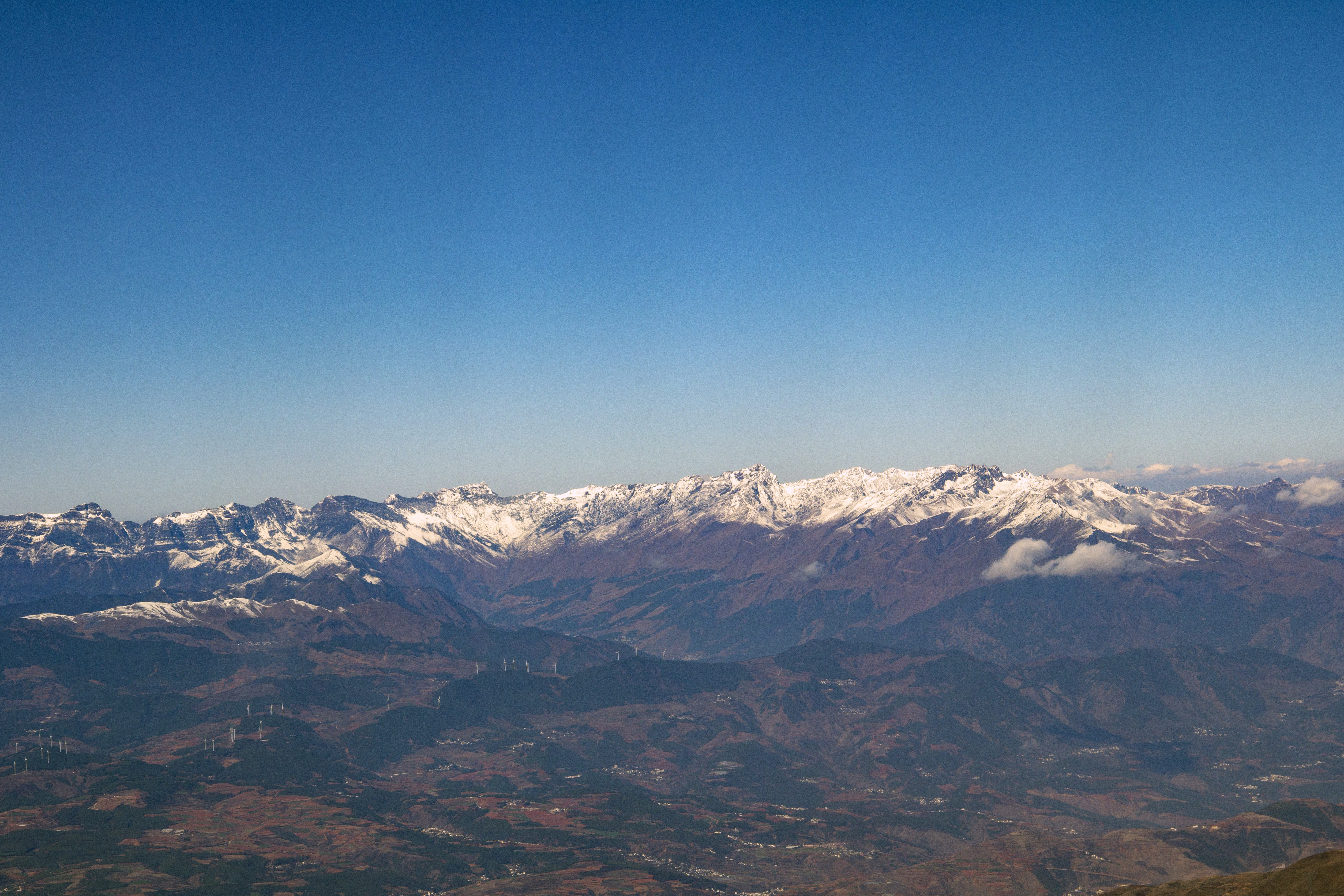
轎子雪山

- 国道
  - G108国道
  - G245国道

- 省道
  -  101省道
  -  215省道

## 観光
- 轎子雪山風景区（中国語版）

## 健康・医療・衛生
- 禄勧イ族ミャオ族自治県中医院
- 禄勧イ族ミャオ族自治県第一人民医院
- 禄勧イ族ミャオ族自治県第二人民医院